# Taronik
Taronik – wieś w Armenii, w prowincji Armawir. W 2011 roku liczyła 1892 mieszkańców.